# Baldev Raj Chopra

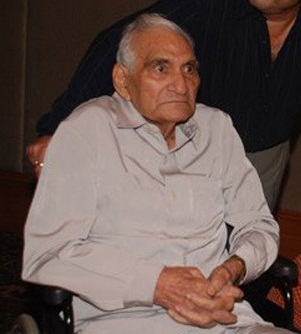
Baldev Raj Chopra

Baldev Raj Chopra (meist kurz: B.R. Chopra; * 22. April 1914 in Ludhiana, Punjab; † 5. November 2008 in Mumbai) war ein indischer Filmregisseur und -produzent.

## Leben
Baldev Raj Chopra kam 1947 im Zuge der Teilung Indiens von Lahore nach Mumbai. Sein Regiedebüt war Afsana (1951) mit Ashok Kumar in einer Doppelrolle. Gleich dieses Erstlingswerk war so erfolgreich, dass es Chopra als feste Größe im Hindi-Film etablierte. 1956 gründete er seine eigene Produktionsgesellschaft B.R. Films. Die von B. R. Chopra produzierten Filme waren kommerziell überaus erfolgreich, so Naya Daur (1957), Sadhna (1958), Dhool Ka Phool (1959), Kanoon (1960, Filmfare Award/Beste Regie), Gumrah (1963), Waqt (1965), Humraaz (1967), Ittefaq (1969). Gedreht wurden sie teils von ihm selbst aber auch von anderen Regisseuren.
Ab den 1980er Jahren arbeitete er auch für das Fernsehen. Seine bedeutendste Fernsehproduktion war die Serie Mahabharat (1988–90), bestehend aus 94 Teilen zu je 45 Minuten.
B. R. Chopra war 1963 Mitglied der Berlinale-Jury. Er wurde für seinen herausragenden Beitrag für den indischen Film 1999 mit dem Dadasaheb Phalke Award ausgezeichnet. 2001 erhielt er den Padma Bhushan und 2004 den Filmfare Award/Lebenswerk.
Sein jüngerer Bruder Yash Chopra und sein Sohn Ravi Chopra waren ebenfalls als  Filmregisseur und -produzent tätig.

## Filmografie
als Regisseur
- 1951: Afsana
- 1953: Shole
- 1954: Chandni Chowk
- 1956: Ek-Hi-Rasta
- 1957: Naya Daur
- 1958: Sadhna
- 1960: Kanoon
- 1963: Gumrah
- 1967: Hamraaz
- 1972: Dastaan
- 1973: Dhund
- 1977: Karm
- 1978: Pati Patni Aur Woh
- 1980: Insaf Ka Tarazu
- 1982: Nikaah
- 1985: Tawaif
- 1986: Bahadur Shah Zafar (Fernsehserie)
- 1987: Avam
- 1988–1990: Mahabharat (Fernsehserie)
- 1992: Kal Ki Awaz
- 1992: Sauda (Fernsehserie)
- 2002: Ma Shakti (Fernsehserie)

als Produzent
- 1951: Afsana
- 1954: Chandni Chowk
- 1956: Ek-Hi-Rasta
- 1957: Naya Daur
- 1958: Sadhna
- 1959: Dhool Ka Phool
- 1960: Kanoon
- 1961: Dharmputra
- 1963: Gumrah
- 1965: Waqt
- 1967: Hamraaz
- 1969: Aadmi Aur Insaan
- 1969: Ittefaq
- 1972: Dastaan
- 1973: Dhund
- 1975: Chhoti Si Baat
- 1975: Zameer
- 1977: Karm
- 1980: Insaf Ka Tarazu
- 1980: The Burning Train
- 1981: Agni Pareeksha
- 1982: Beta
- 1982: Nikaah
- 1982: Teri Meri Kahani (Fernsehfilm)
- 1983: Dharti Aakash (Fernsehfilm)
- 1983: Mazdoor
- 1984: Aaj Ki Awaz
- 1985: Ghazal
- 1986: Dahleez
- 1986: Kirayadar
- 1987: Avam
- 1988–1990: Mahabharat (Fernsehserie)
- 1991: Pratigyabadh
- 1992: Kal Ki Awaz
- 2002: Ma Shakti (Fernsehserie)
- 2002: Ramayan (Fernsehminiserie)
- 2003: Und am Abend wartet das Glück (Baghban)
- 2004: Kamini Damini (Fernsehserie)
- 2006: Baabul
- 2008: Bhoothnath – Ein Geist zum Liebhaben (Bhoothnath)